# Andrij Kulyk
Andrij Olehovyč Kulyk (in ucraino Андрій Олегович Кулик?; 18 dicembre 1998) è un lottatore ucraino, specializzato nella lotta greco romana.

## Biografia
Ai mondiali di Belgrado 2022 è stato estromesso dal tabellone principale ai sedicesimi dal serbo Ali Arsalan, poi risultato vincitore del torneo. Ai ripescaggi ha battuto l'ungherese Róbert Fritsch al primo turno, il lituano Kristupas Šleiva al secondo turno e, infine, il francese Ibrahim Ghanem nella finale per il bronzo, ottenendo coì la sua prima medaglia iridata.
Agli europei di Zagabria 2023 ha perso la finale per il bronzo contro il turco Selçuk Can.

## Palmarès
| Anno | Manifestazione | Sede     | Evento | Risultato | Note |
| ---- | -------------- | -------- | ------ | --------- | ---- |
| 2020 | Europei        | Roma     | 72 kg  | 13º       |      |
| 2021 | Europei U23    | Skopje   | 72 kg  | Argento   |      |
| 2021 | Mondiali U23   | Belgrado | 72 kg  | 7º        |      |
| 2022 | Mondiali       | Belgrado | 72 kg  | Bronzo    |      |
| 2023 | Europei        | Zagabria | 72 kg  | 5º        |      |

## Altre competizioni internazionali
2017
- 10º nei -66 alla Haparanda Cup ( Haparanda )
- 18º nei -66 a Arvo Haavisto Cup ( Ilmajoki)

2018
- Argento nei -67 a Herman Kare Tournament ( Kouvola)

2019
- 8º nei -72 al Kristjan Palusalu Memorial ( Tallinn)
- 11º nei -72 all'International Ukrainian Tournament ( Kiev)
- 10º nei -72 al RS - Oleg Karavaev Tournament ( Minsk)
- Argento nei -72 alla Haparanda Cup ( Haparanda)

2021
- 8º nei -72 kg all'International Ukrainian Tournament ( Kiev)

2022
- Oro nei -72 kg nella Grand Prix of Germany ( Dortmund)
- Argento nei -72 kg nella Zagabria Open ( Zagabria)
- Bronzo nella Coppa del Mondo a squadre ( Baku)

2023
- Argento nei -72 kg nella Grand Prix de France Henri Deglane ( Nizza)